# Puerto Madero
Puerto Madero è un barrio (quartiere) di Buenos Aires, capitale dell'Argentina. Prende nome da Eduardo Madero, un commerciante che sviluppò tre progetti per il porto, l'ultimo dei quali venne approvato nel 1884 dal presidente argentino Julio Argentino Roca. 

## Geografia
Puerto Madero confina a nord-ovest con Retiro, ad est con il Río de la Plata e la riserva ecologica di Buenos Aires, a sud con La Boca e ad ovest con San Telmo, Monserrat e San Nicolás. 

## Storia

### La nascita del porto
Fin dalla sua fondazione la città di Buenos Aires presentava un grave problema infrastrutturale, ovvero la mancanza di un porto naturale che consentisse l'arrivo di navi di grande cabotaggio. La capitale argentina infatti era sì situata lungo le rive del Río de la Plata, ma in un punto in cui le piane di marea impedivano l'attracco dei bastimenti di grandi dimensioni. Per ovviare al problema nella seconda metà del XIX secolo erano stati costruiti due pontili in legno; ciò nonostante molte imbarcazioni, una volta giunte al largo della città, erano costrette a scaricare passeggeri e merci su dei vaporetti che a loro volta li traghettavano ai moli. L'altro porto cittadino, quello della Boca, non consentiva a sua volta l'attracco dei grandi bastimenti a causa della poca profondità delle acque del Riachuelo.
Sul finire del XIX secolo, con l'aumento del traffico navale verso il porto di Buenos Aires e la costruzione di navi dal cabotaggio sempre maggiore si ritenne necessario dover costruire una nuova grande infrastruttura portuale degna delle aspirazioni della capitale argentina. Per questa ragione il governo argentino contattò l'imprenditore Eduardo Madero il quale, con la collaborazione dei suoi soci inglesi, presentò tre diversi progetti. L'ultimo, pubblicato nel 1881, fu approvato dal presidente argentino Julio Argentino Roca l'anno seguente e prevedeva la costruzione di quattro darsene unite al Río de la Plata e al Riachuelo mediante due canali d'accesso, uno posto a nord e l'altro a sud. Il progetto, a causa delle dimensioni dei bacini e delle difficili modalità d'accesso, fu duramente criticato dall'ingegnere argentino Luis Huergo il quale invece proponeva la costruzione di una serie di grandi pontili uniti al porto della Boca da un canale. Il governo argentino non ascoltò le critiche e approvò la soluzione di Madero dando così il via ai lavori nel 1887 dopo l'approvazione da parte del Congresso, avvenuta tre anni prima. 
Per consentire la realizzazione di moli, delle darsene e dell'isola artificiale tutto il lungofiume antistante la città fu colmato con pietra e sabbia e alcuni edifici, come la dogana Taylor, furono demoliti. La prima darsena fu inaugurata il 28 gennaio 1887, l'ultima il 31 marzo 1898. Madero, l'ideatore del grande progetto portuale, non fece in tempo a veder completata la sua opera, morì infatti nel 1894. Tra il 1895 ed il 1905 furono costruiti sul lato ovest delle darsene i grandi magazzini, noti come docks, realizzati in stile britannico mediante un rivestimento in mattoni rossi. Sull'isola artificiale, posta sul lato est del porto, furono costruiti una serie di depositi di granaglie, silos e magazzini. 

### Il tramonto di Puerto Madero
Dopo soli dieci anni dal suo completamento il porto era ormai completamente obsoleto. Le darsene, le quali dimensioni avevano suscitato numerose critiche da parte degli oppositori del progetto di Madero, non erano in grado di accogliere le grandi navi transoceaniche, inoltre il volume delle merci transitanti era superiore alle capacità di ricezione delle strutture portuali. In aggiunta i collegamenti stradali e ferroviari erano resi difficili a causa della lontananza dalle grandi vie di comunicazione. Fu decretata così la costruzione di nuovo porto, situato nel quartiere di Retiro, con pontili obliqui e dighe foranee, così come proposto trent'anni prima da Huergo. La nuova infrastruttura, situata nei pressi delle tre grandi stazioni ferroviarie di Retiro, fu inaugurato tra il 1919 ed il 1928 e ancora oggi è lo scalo marittimo principale della capitale argentina.
Il vecchio porto, ormai persa gran parte della sua importanza, divenne uno scalo fluviale e, nonostante le numerose proposte di rilancio, vide nel corso dei decenni decadere progressivamente le sue infrastrutture.

### La rinascita
Il 15 novembre 1989 il governo della città, il Ministero dei Lavori Pubblici e quello dell'Interno diedero vita alla Corporación Antiguo Puerto Madero che successivamente prese in gestione l'area. Negli anni novanta fu indetto un concorso per la riqualificazione e riconversione dell'interna area portuale, che ormai era completamente degradata. Furono progettativi nuovi viali alberati, parchi, monumenti e piazze mentre le strutture industriali, i cosiddetti docks, furono recuperate e adibite a spazi commerciali tra i quali ristoranti, locali notturni e negozi. Gli investimenti pubblici ammontarono ad oltre un miliardo di dollari. A seguito della recessione che colpì l'Argentina tra il 1999 ed il 2001, i lavori subirono un arresto momentaneo, salvo poi riprendere nel 2003 una volta uscito il paese dalla crisi.
Tra il 2003 ed il 2006 iniziò la costruzione diversi grattacieli residenziali, come le Torres El Faro, le Torres River View, le Torres Le Parc Puerto Madero, la Torre YPF, la Château Puerto Madero Residence, le Torres Renoir, l'Alvear Tower e le Torres Mulieris, che conferirono all'area un aspetto caratteristico. Con l'arrivo di una popolazione stabile nell'area aprirono i battenti numerose attività commerciali, alberghi, uffici e il campus della Pontificia università cattolica argentina. Nel 2019 è stata inaugurata la superstrada, nota come Paseo del Bajo, che unisce le autostrade 25 de Mayo e Illia e facilita l'accesso al porto di Buenos Aires e all'autostazione di Retiro. Grazie a questa nuova infrastruttura, che scorre in trincea in senso nord-sud, la parte occidentale del quartiere è stata liberata dal traffico pesante e riqualificata mediante la costruzione di nuove aree verdi e di una scalinata che lo connette direttamente con plaza de Mayo. Oggigiorno Puerto Madero è il quartiere più caro ed esclusivo della capitale argentina. L'elevato costo dei suoi appartamenti ha fatto sì che molti di essi rimanessero invenduti o vuoti.

## Monumenti e luoghi d'interesse
- Puente de la Mujer, opera dell'architetto spagnolo Santiago Calatrava inaugurata nel 2001.
- Monumento a Luigi Viale, opera dello scultore italiano Odoardo Tabacchi.
- Monumento al Plus Ultra
- Monumento al Tango
- Paseo de la Gloria
- Fontana delle Nereidi
- Colonna con il Leone di San Marco, donata dalla città di Venezia
- Antena monumental o Mástil de los italianos

## Cultura

### Istruzione

#### Musei
Puerto Madero ospita alcune istituzioni museali:
- Collezione d'Arte Amalia Lacroze de Fortabat
- Centro d'Arte Faena
- Museo di Riproduzioni e d'Arte Comparata Ernesto de la Cárcova
- Museo dello Humor
- ARA Presidente Sarmiento
- ARA Uruguay

#### Università
Puerto Madero ospita il campus della Pontificia università cattolica argentina.